# Johann Nepomuk Wirz von Rudenz
Johann Nepomuk Wirz von Rudenz, auch genannt Johann Nepomuk Wirz à Rudenz (* 24. April 1766 in Arbon; † 5. November 1841 in Wil), war ein schweizerischer Politiker, Reichsvogt und Tagsatzungsgesandter.

## Leben
1795 wurde Wirz von Rudenz zusammen mit seinem Schwiegervater Josef Pankraz von Grüebler geadelt und war berechtigt den Titel «Baron» zu tragen. Ab 1796 war Wirz von Rudenz Reichsvogt in Wil und sass im Rat des Fürstabts. 1797 war er Tagsatzungsgesandter des Fürstabts und ab 1798 für die Landschaft St. Gallen. 1802 wurde er Landessäckelmeister und Gesandter der Alten Landschaft. Im neu gegründeten Kanton St. Gallen war Wirz von Rudenz ab 1808 St. Galler Grossrat. Als Anhänger des letzten Abtes Pankraz Vorster trat er 1814 für Wiederherstellung der 1805 abgeschafften Fürstabtei ein und wurde deswegen vom Kanton mit einer Geldstrafe von 10175 Gulden verurteilt. Die Schuld ruinierte ihn fast und er brauchte bis ins Jahr 1837 um die Schuld vollständig zu tilgen.

## Wirz von Rudenz in Wil
1803 ging das sogenannte «Baronenhaus» am «Goldenen Boden» in der Wiler Altstadt, das Wirz von Rudenz Schwiegervater Josef Pankraz von Grüebler 1793 errichtet hatte, mangels männlicher Nachkommen an Wirz von Rudenz.
1810 kaufte Wirz von Rudenz für 7750 Gulden den Hof zu Wil und richtete dort eine Brauerei ein.